# Calci phosphide
Calci phosphide (CaxPy )là một hợp chất vô cơ có thành phần chính gồm hai nguyên tố calci và phosphor, và công thức hóa học được quy định là Ca3P2. Hợp chất này là một trong một số các hợp chất calci phosphide, được mô tả như là muối tương tự vật liệu bao gồm Ca2+ và P3-. Các calci phosphat kỳ lạ khác có công thức CaP, CaP3, Ca2P2 và Ca5P8.
Ca3P2 tồn tại dưới dạng tinh thể màu nâu đỏ hoặc khối xám. Tên thương mại của nó là Photophor cho việc sử dụng để đốt và với cái tên Polytanol để sử dụng làm thuốc diệt chuột.

## Sử dụng
Calci phosphide được sử dụng như thuốc diệt chuột. Các thuốc diệt côn trùng tương tự khác, cũnng tương tự hợp chất calci phosphide là kẽm phosphide và nhôm phosphide. Calci phosphide cũng được sử dụng trong các pháo hoa, ngư lôi, các ngọn lửa pháo hoa tự thiêu và các loại đạn dược kích hoạt khác nhau. Trong những năm 1920 và 1930, Charles Kingsford Smith đã sử dụng các thùng chứa calci và calci phosphide riêng biệt nhằm tạo ra các vụ nổ cho hải quân, và các vụ này kéo dài đến mười phút. Người ta cho rằng calci phosphide được tạo ra bởi xương đun sôi trong nước tiểu, chứa trong một bình đóng kín là một thành phần của một số công thức lửa Hy Lạp cổ đại.